# Trienni Liberal

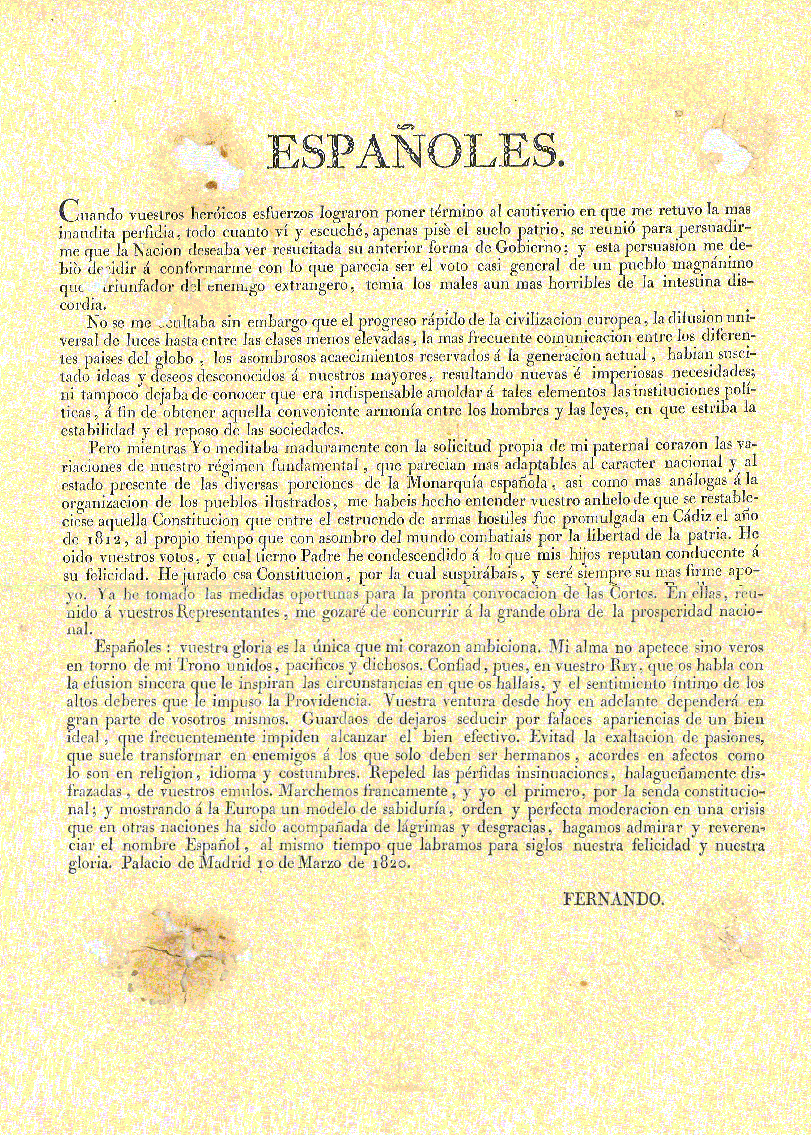
Document en què consta el jurament a la Constitució espanyola de 1812 per part de Ferran VII d'Espanya

El Trienni Liberal (1820-1823) va ser un període liberal del regnat de Ferran VII, que es va iniciar amb el pronunciament de Riego l'1 de gener de 1820 a Las Cabezas de San Juan, que havia rebut l'encàrrec de dirigir una expedició contra els insurgents de les colònies d'Amèrica.

## Pronunciament de Riego
Després d'un reduït èxit inicial, Rafael de Riego va proclamar immediatament la restauració de la Constitució espanyola de 1812 (Constitució de Cadis) (1812, La Pepa) i el restabliment de les autoritats constitucionals. El petit suport al cop militar va augmentar amb el temps i va perllongar l'aixecament fins al 10 de març. En aquesta data, es va publicar un manifest de Ferran VII acatant la Constitució de Cadis que, dos dies abans, el 8 de març, havia jurat a Madrid, i que establia la monarquia parlamentària com a forma de govern al país.

## Vida política del Trienni
No obstant això, el país es va veure immers en un llarg període d'inestabilitat política causada per la latent desafecció del monarca al règim constitucional i pels conflictes polítics segregats per la rivalitat entre liberals «dotzeanyistes» o «moderats», partidaris de l'equilibri de poders entre corts i rei previst en la Constitució de 1812, i «vintens» o «exaltats», partidaris de redactar una nova constitució (que seria de 1820) que deixés clara la submissió de l'executiu al legislatiu, i del rei a la sobirania nacional, a més de propugnar una obertura més gran de les llibertats i reformes socials (alguns d'ells, minoritaris, eren declaradament republicans).
Els governs inicials van ser formats pels moderats (Evaristo Pérez de Castro, Eusebio Bardají Azara, José Gabriel de Silva i Bazán -marquès de Santa Cruz-, i Francisco Martínez de la Rosa). Després de les segones eleccions, que van tenir lloc al març de 1822, les noves corts, presidides per Riego, estaven clarament dominades pels exaltats. El juliol d'aquest mateix any, es produeix una maniobra del rei per reconduir la situació política a favor seu, utilitzant el descontentament d'un cos militar afí (revolta de la guàrdia reial), que és neutralitzat per la milícia nacional en un enfrontament a la plaça Major de Madrid (7 de juliol). Es forma, llavors, un govern «exaltat» encapçalat per Evaristo Fernández de San Miguel (6 d'agost).

## Guerra de la Regència d'Urgell
La Regència d'Urgell fou un organisme de govern dels reialistes, revoltats contra el règim constitucional, instituït a la Seu d'Urgell després de la presa d'aquesta ciutat per Antonio Marañón, el Trapense (juliol del 1822). El 15 d'agost, fou instituïda oficialment, a partir d'una Junta Superior Provisional de Catalunya, i era formada per l'arquebisbe preconitzat de Tarragona, Jaume Creus i Martí, per Bernardo Mozo de Rosales, marquès de Mataflorida, i per Joaquim d'Ibáñez-Cuevas i de Valonga, baró d'Eroles.
Les dissensions es manifestaven en tots els àmbits: les corts, la premsa i els enfrontaments entre les societats secretes de la maçoneria (liberal moderada), la Societat de l'anell (moderada) i la Confederació de cavallers comuners (liberal exaltada), la comunería es va escindir al principi de 1823 en dues societats independents, l'una moderada i una altra d'extremista vinculada a la branca espanyola dels Carbonari. Els enfrontaments intestins també eren atiats pel mateix monarca, que alhora negociava en secret amb la Santa Aliança la invasió d'Espanya, i aprofitava el descontentament d'algunes unitats militars afins (com la guàrdia reial) i la formació en algunes zones de guerrilla absolutista o reialista (primera forma del carlisme posterior), formades per camperols descontents per la revolució liberal, que més que beneficiar els havia perjudicats, i veien amb enyorança l'antic règim (la ineficàcia i timidesa de les poques iniciatives que es van emprendre, com el mig delme, no compensaven la frustració per la política de reconeixement de la propietat dels senyorius). La fallida de la hisenda, que va negociar a més un emprèstit ruïnós, va impossibilitar més encara l'efectiva realització d'una revolució liberal profunda en la societat espanyola.

## Final del Trienni
El 1823, la Santa Aliança (formada per Prússia, Àustria i Rússia) decideix en el congrés de Verona (22 d'octubre de 1822) acudir en ajuda del monarca. Fruit d'aquesta ajuda és l'enviament dels «Cent Mil Fills de Sant Lluís» —95.000 soldats de l'exèrcit francès, sota el comandament de Lluís Antoni de Borbó, duc d'Angulema— el mes d'abril de 1823. Després de travessar els Pirineus, els cent mil es van passejar per Espanya i van eliminar l'aventura liberal, van determinar probablement el futur de tota la història d'Espanya i van sembrar les bases per a l'etapa més negra del regnat de Ferran VII, l'anomenada Dècada Ominosa (1823–1833), en què el monarca va restaurar l'absolutisme més repressiu que va asfixiar tota aspiració liberal de l'Espanya del XIX. Gairebé tota la intel·lectualitat del país va haver d'exiliar-se —els anomenats «emigrats»— a Londres principalment, agrupant-se al barri de Somerstown i subsistint amb el baix subsidi anglès que concedia a alguns per haver lluitat contra Napoleó durant la Guerra del francès. Els que es van quedar van haver de sofrir un procés de depuració o van ser ajusticiats o marginats. En el cas de Rafael de Riego, aquest va morir penjat el 7 de novembre de 1823 a la plaça de la Cebada de Madrid.